# Karl Hård af Segerstad
Karl Adam Nils Gabriel Hård af Segerstad (né le 28 janvier 1873 à Helsinki – mort le 22 octobre 1931 à Helsinki) est un architecte finlandais,.

## Biographie
Karl Hård af Segerstad étudie l'architecture à l'Institut polytechnique d'Helsinki et obtient son diplôme en 1895.
Pendant ses études, il travaille pour le cabinet d'architectes Kiseleff & Heikel et pour le cabinet Grahn, Hedman & Wasastjerna.
Il fait des voyages d'etudes aux Pays-Bas, en France, en Italie, en Autriche et en Allemagne. Selon Otto-Iivari Meurman, Hård af Segerstad était particulièrement impressionné par l'architecture allemande et scandinave.
Dès 1896, Hård af Segerstad fonde un cabinet d'architecte avec son camarade de classe Bertel Jung et ils travailleront ensemble pendant deux ans.
Hård af Segerstad a ensuite exercé seul jusqu'en 1901.
En 1902, il est nommé architecte adjoint de la province de Viipuri et en 1907, architecte de la ville d'Helsinki.
L'architecture de Karl Hård af Segerstad s'inspire principalement de l'architecture suédoise et allemande contemporaine et, dans une moindre mesure, du style romantique national prisé par de nombreux architectes finlandais de son époque.
L’édifice de la nation de Nylands à Helsinki de style Château a été décrit comme son œuvre la plus accomplie.
Pendant son séjour à Viipuri, il conçoit des immeubles d'habitation et la halle du marché de Viipuri.
Après son retour à Helsinki, il continue à concevoir des écoles, la bibliothèque du Kallio et la halle du marché de Hakaniemi.

## Ouvrages

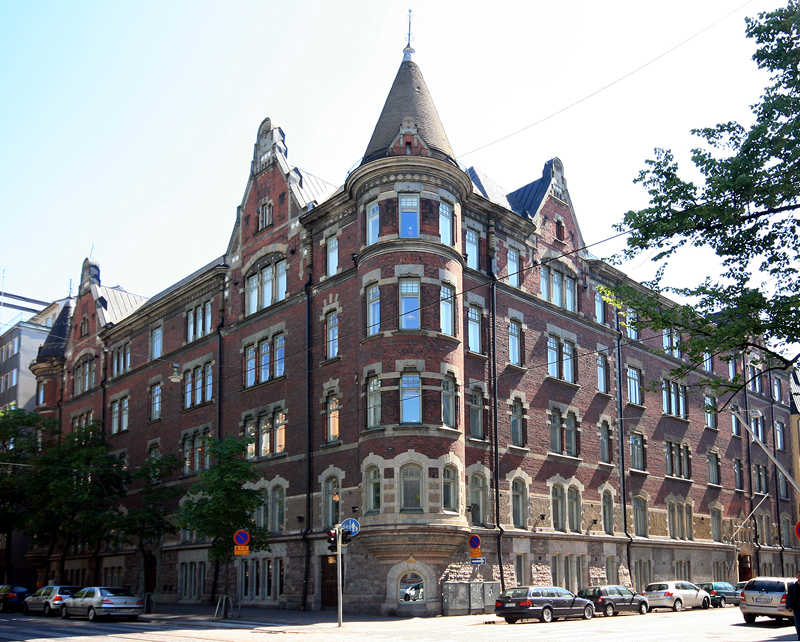
Albertinkatu 23/Bulevardi 30, Helsinki.

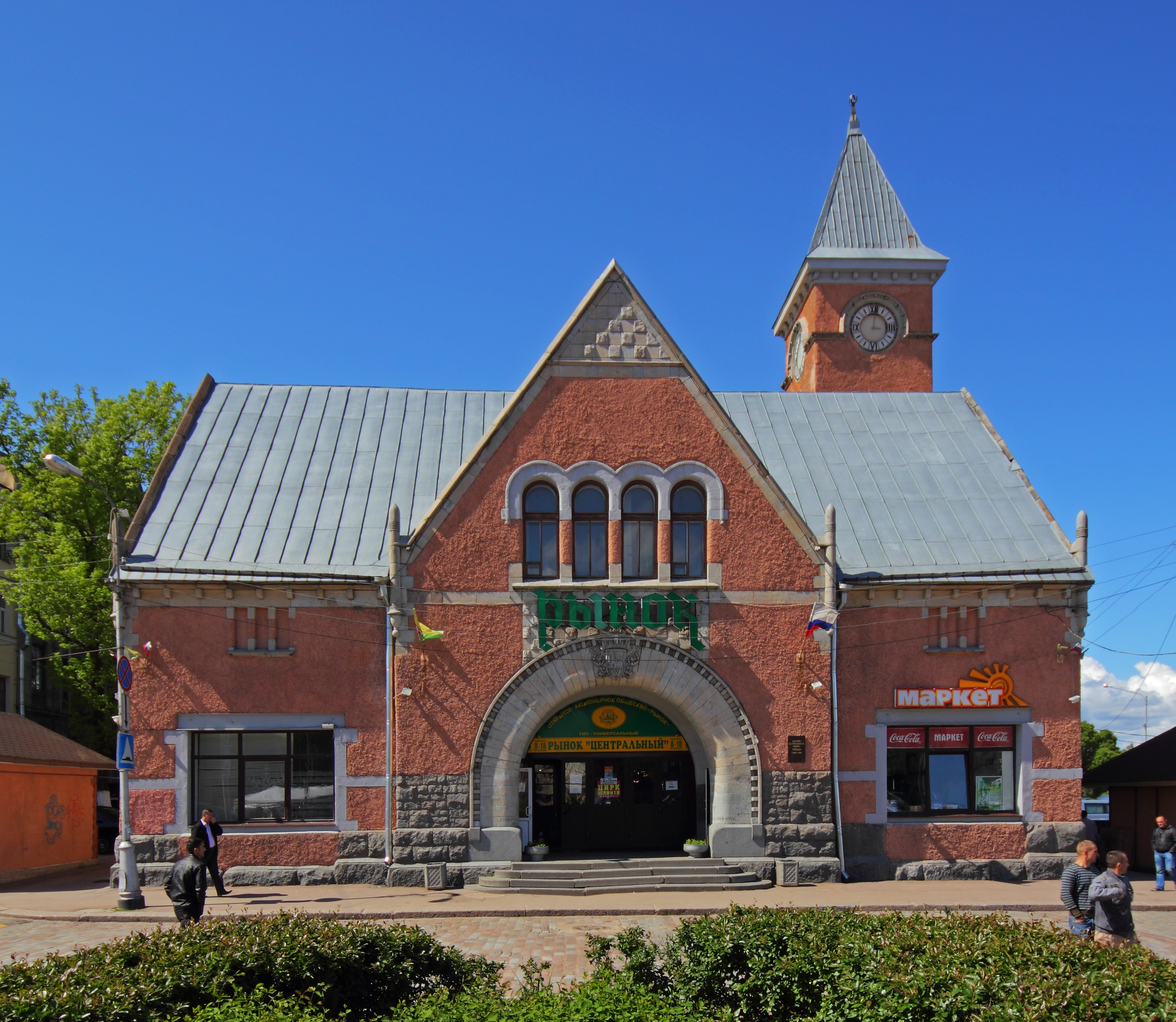
Halle du marché de Viipuri.

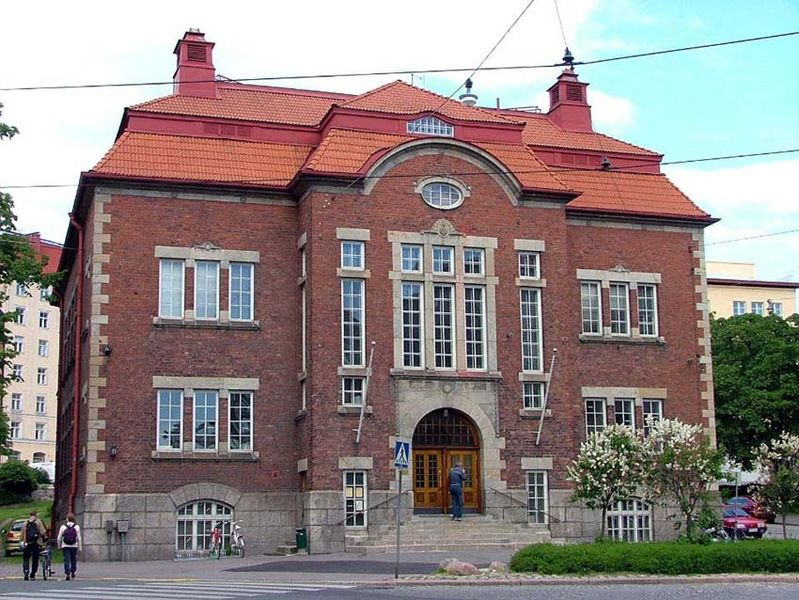
Bibliothèque du Kallio.

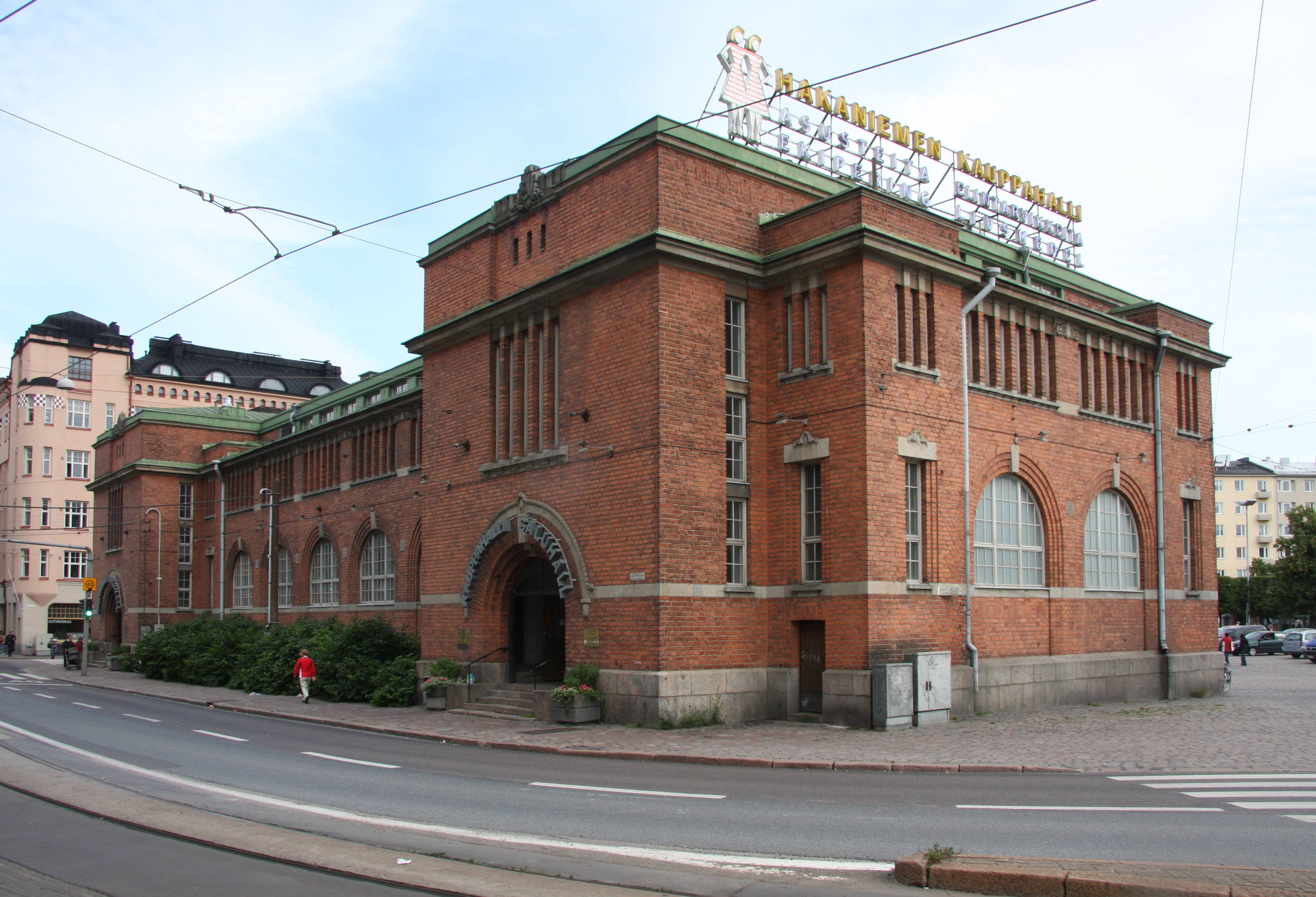
Halle du marché de Hakaniemi.

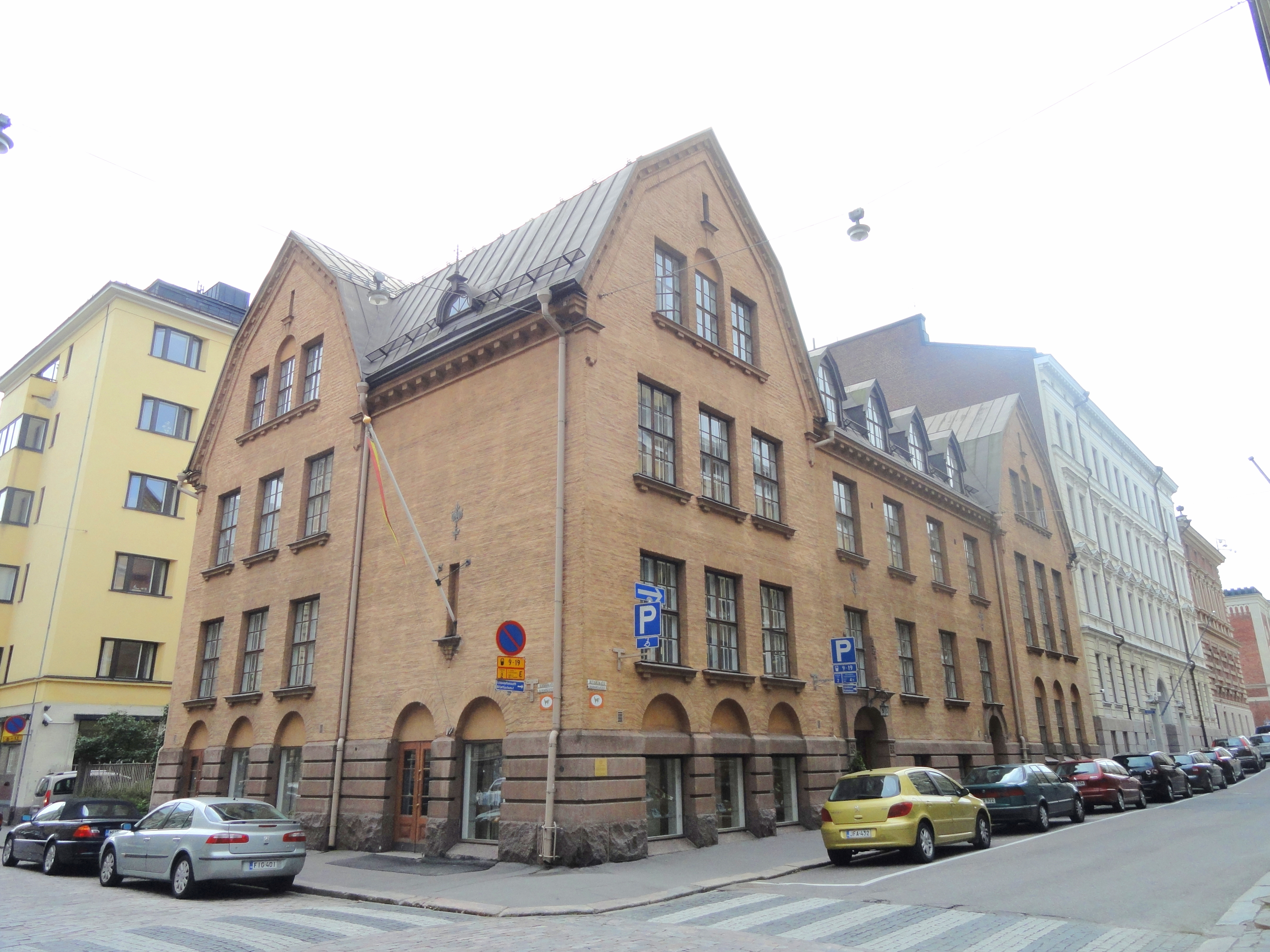
Siège de la Société de littérature suédoise en Finlande.

Ses principaux ouvrages sont:
| Année     | Ouvrage                                                 | Adresse                             | Lieu          | Réf.   |
| --------- | ------------------------------------------------------- | ----------------------------------- | ------------- | ------ |
| 1895      | Université populaire de Västankvarn                     |                                     | Inkoo         |        |
| 1896      | Maison de August Ramsay                                 | Hietalahdenranta 13                 | Helsinki      | ,      |
| 1896–1898 | Maison Kihlman                                          | Korkeavuorenkatu 19                 | Helsinki      | [ 6 ]  |
| 1897      | Villa Lilja                                             | Siltatie, Kaivopuisto               | Helsinki      | [ 5 ]  |
| 1898      | Immeuble Helios                                         | Rauhankatu 13                       | Helsinki      | [ 6 ]  |
| 1898      | Immeuble d'habitation Falken                            | Bulevardi 30                        | Helsinki      |        |
| 1898–1901 | Nylands Nation                                          | Kasarmikatu 40                      | Helsinki      |        |
| 1902      | Immeuble d'habitation Necken                            | Sörnäisten rantatie 5               | Helsinki      | [ 5 ]  |
| 1902–1903 | Immeuble d'habitation Domus                             | Katariinankatu 11                   | Viipuri       |        |
| 1903      | Maison Weckman                                          | Kirkkokatu 26                       | Oulu          | [ 7 ]  |
| 1904      | Halle du marché                                         |                                     | Viipuri       |        |
| 1906      | Villa Cajander                                          | Lihaniemi                           | Viipurinlahti |        |
| 1906      | Immeuble d'habitation                                   | Vahtitorninkatu 12                  | Viipuri       |        |
| 1906      | Immeuble d'habitation                                   | Ratakatu 25                         | Helsinki      | [ 5 ]  |
| 1907      | Bâtiment de l'école de Harju                            |                                     | Virolahti     |        |
| 1907–1908 | Usine de cellulose                                      |                                     | Joutseno      | [ 5 ]  |
| 1908      | Statue de Torgils Knutsson                              | Place du marché de Torgils Knutsson | Viipuri       | ,      |
| 1908      | École primaire de Toukola                               |                                     | Helsinki      | [ 5 ]  |
| 1908      | Jardin d'hiver de la maison du jardinier municipal      |                                     | Helsinki      |        |
| 1909      | Poste de police                                         | Ratakatu 10                         | Helsinki      |        |
| 1909      | École Cygnaeus                                          | Ratakatu 8                          | Helsinki      |        |
| 1909–1912 | Bibliothèque du Kallio                                  | Porthaninkatu 12                    | Helsinki      |        |
| 1910      | Villa Georg Estlander                                   | Nordsjöskatan, Vuosaari             | Helsinki      |        |
| 1911      | Caserne de pompiers de Hermanni                         | Itäinen Viertotie                   | Helsinki      | [ 10 ] |
| 1912      | Halle du marché de Hakaniemi                            |                                     | Helsinki      |        |
| 1912      | Bâtiments de l'hôpital de Koskela                       |                                     | Helsinki      |        |
| 1913      | Halle du marché de Harjutori                            |                                     | Helsinki      | [ 5 ]  |
| 1913      | Oisellerie et serre du jardin d'hiver                   |                                     | Helsinki      |        |
| 1913      | Poste de police de Vanhankaupunki                       | Hämeentie 162                       | Helsinki      |        |
| 1913      | Bâtiments de la station hydraulique                     | Hämeentie 166                       | Helsinki      |        |
| 1914      | Bâtiment du stade de Eläintarha                         |                                     | Helsinki      |        |
| 1914      | Caserne de pompiers de Pasila                           | Maistraatinkatu 6                   | Helsinki      |        |
| 1915      | École de Eläintarha                                     | Savonkatu 2                         | Helsinki      |        |
| 1917      | École Topelius                                          | Stenbäckinkatu 14                   | Helsinki      |        |
| 1919      | Halle du marché de Pasila                               |                                     | Helsinki      | [ 5 ]  |
| 1922      | Maison d'habitation                                     | Intiankatu 14, Toukola              | Helsinki      |        |
| 1924      | Maison d'habitation                                     | Intiankatu 6, Toukola               | Helsinki      |        |
| 1924      | Maison d'habitation                                     | Japaninkatu 13, Toukola             | Helsinki      |        |
| 1924–1928 | Maisons d'habitation                                    | Reimarla                            | Helsinki      |        |
| 1925–1927 | Siège de la Société de littérature suédoise en Finlande | Ritarikatu 5                        | Helsinki      |        |